# Pierre Bonnet (wielrenner)
Pierre Bonnet (Aurillac, 21 maart 1990) is een Frans wielrenner.

## Carrière
In 2015 behaalde Bonnet zijn eerste UCI-zege toen hij de openingsetappe van de Ronde van Guadeloupe won. De leiderstrui die hij daaraan overhield raakte hij een dag later kwijt aan Ludovic Turpin. Twee jaar later won hij zijn tweede etappe in het Franse overzeese departement: in de zevende etappe kwam hij met vijf seconden voorsprong op Larry Lutin solo als eerste over de finish.

## Overwinningen
2015
1e etappe Ronde van Guadeloupe
2017
7e etappe Ronde van Guadeloupe